# لغات البانتو
حدث انتشار لغات بانتو أو توسّع البانتو على شكل سلسلة مهمة من هجرة المجموعات البشرية الناطقة باللغة، إذ انتشرت من نواة أصلية تقع حول غرب ووسط إفريقيا على امتداد أراضي أفريقيا جنوب الصحراء الكبرى. هجّر المستوطنون الناطقون بلغة البانتو خلال هذه العملية أو ضمّوا مجموعات الصيادين والرعاة الموجودة مسبقًا، التي صادفوها خلال رحلتهم.
الدليل الأساسي على هذا التوسع هو لغوي، إذ إنّ العديد من اللغات الموجودة في أفريقيا شبه الاستوائية متشابهة بشكل ملحوظ مع بعضها البعض، ما يشير إلى الأصل الثقافي المشترك للمتحدثين الأصليين. يقع المركز اللغوي للغات البانتو- التي تشكّل فرعًا من عائلة اللغات النيجرية الكنغوية- في المناطق المجاورة للكاميرون ونيجيريا. لم تكون محاولات تتبع المسار الدقيق للتوسع، لربطه بالأدلة الأثرية والجينية حاسمة، وعلى الرغم من أن عملية الانتشار والتوسّع مقبولة على نطاق واسع، إلا أن العديد من جوانبها بقيت موضع شك أو محل نزاع شديد.
يُعتقد أن التوسع قد حدث في موجتين على الأقل، قبل 2000 إلى 3000 عام (حوالي 1000 قبل الميلاد إلى 1 ميلادي). يشير التحليل اللغوي إلى أنّ التوسّع سار في اتجاهين: الأول عبر أو على طول الحدود الشمالية لمنطقة غابات الكونغو (باتجاه شرق إفريقيا)، والثاني: جنوبًا على طول الساحل الأفريقي إلى الغابون، وجمهورية الكونغو الديموقراطية، وأنغولا، أو في الداخل على طول العديد من الأنهار المتدفقة من الجنوب إلى الشمال التابعة لنهر الكونغو. ربّما وصل التوسع إلى جنوب إفريقيا في وقت مبكر من عام 300 بعد الميلاد.

## نظريات حول توسع البانتو
يعتقد الناطقون بلغة البانتو أن توسع البانتو بدأ على الأرجح في المرتفعات بين الكاميرون ونيجيريا. حُدِّدت منطقة مامبيلا التي تبلغ مساحتها 60 ألف كيلومتر مربع، الممتدّة عبر الأراضي الحدودية على أنها تحتوي بقايا «البانتو الذين بقوا في موطنهم» إذ ابتعد معظم المتحدثين بالبانتو عن المنطقة. تكشف الأدلة الأثرية من الأعمال المنفصلة لجان هورو (1979-1986 و1988)، وريغوبيرت توشي (2000) في المنطقة أنها كانت مأهولة بسكّان ينحدرون من نفس الحضارة لمدة 5 آلاف عام، أي من 3000 قبل الميلاد حتى الآن. تمتلك غالبية مجموعات مرتفعات بامندا (المأهولة منذ ألفي عام حتى الآن)، والمنطقة المتاخمة لمنطقة مامبيلا وإلى الجنوب قليلًا، تمتلك تاريخًا قديمًا واحدًا، إذ نزل السكّان من الشمال باتجاه مامبيلا.
اعتقد علماء الآثار في البداية أنهم يستطيعون العثور على أوجه تشابه أثرية بين الثقافات القديمة في المناطق التي اجتازها متحدثو البانتو، ووجدوا عند تصنيفهم للغات وإنشائهم لجداول الأنساب أنهم يستطيعون إعادة بناء عناصر الحضارة المادية، إذ اعتقدوا أن التوسع نتج عن تطور الزراعة، وصناعة السيراميك، واستخدام الحديد، ما سمح باستغلال مناطق بيئية جديدة. في عام 1966، نشر رولاند أوليفر مقالًا قدم فيه هذه العلاقة كفرضية معقولة.
أدى توسع البانتو المفترض إلى دفع أو ضمّ الصيّادين العلّافين الذين كانوا يتحدّثون اللغة الأصلية للغات الخوسيان، وسكنوا جنوب إفريقيا سابقًا. قد يكون المتحدّثون بلغة البانتو في شرق وجنوب إفريقيا قد عرفوا تربية الماشية من شعوب أخرى غير مرتبطة باللغات الكوشية والنيلية. وصلت ممارسات الرعي إلى أقصى الجنوب قبل عدة قرون من وصول المهاجرين الناطقين بالبانتو. تدعم كل من الأدلة الأثرية، واللغوية، والمورّثية، والبيئية الاستنتاج القائل بأن توسع البانتو كان عبارة عن هجرة أعداد كبيرة من البشر.

## اللغات النيجرية الكنغوية
تتكون عائلة اللغات النيجرية الكنغوية من مجموعة ضخمة من اللغات المنتشرة في جميع أنحاء أفريقيا جنوب الصحراء. يشمل فرع اللغات البنوية الكونغولية لغات البانتو الموجودة على امتداد وسط وجنوب وشرق إفريقيا.
من السمات المميزة لمعظم اللغات النيجرية الكنغوية - بما في ذلك لغات البانتو- استخدام النغمة. تفتقر هذه المجموعة عمومًا إلى تصريف الحالة، لكن أجناس الأسماء مميزة، إذ يوجد عشرون جنسًا في بعض اللغات. يميل جذر الفعل إلى البقاء دون تغيير، باستخدام الأجزاء أو الأفعال المساعدة يعبّر الشخص عن الأزمنة والحالات المزاجية. في عدد من اللغات مثلًا، تعبّر صيغة المصدر عن المستقبل.
أكبر عدد من متحدثي لغة من لغات البانتو هم من اللغة السواحلية.
لغة البانتو تضم أكبر عدد من المتحدثين كلغة، إذ يتكلم لغة شونا 10.8 مليوناً في زيمبابوي. وتأتي لغة الزولو في المرتبة الثانية من عدد المتكلمين إذ يتحدث بها 10.3 مليوناً.
نشأت لغات البانتو في المنطقة الشرقية من نيجيريا أو الكاميرون. منذ حوالي 2,000 انتشرت اللغة جنوباً وشرقاً، لتقديم الزراعة والحدادة واستيطان واستعمار أغلب القارة الأفريقية.
كلمة البانتو، تعني حرفياً «الشعب»، استخدمت لأول مرة من قبل إيمانويل فيلهلم بليك هاينريش (1827-1875) وهذا ينعكس في كثير من لغات هذه المجموعة. والقاسم المشترك بين لغات البانتو هو أنها تستخدم كلمات مثل منتو أو موتو عن «شخص».

## قائمة لغات البانتو
فيما يلي الرئيسي لغات البانتو في كل بلد. هذه هي تلك اللغات مع ما لا يقل عن 10 ٪ في عدد من المتحدثين للغة البانتو الرئيسية في البلاد، طالما أن يشكل ما لا يقل عن 1 ٪ من السكان.
واشتهر في معظم اللغات الإنجليزية دون بادئة فئة (السواحلية، التسوانية، نديبيلي)، ولكن ينظر إليها أحيانا مع (بلغة معينة) البادئة (السواحيلية، سيتسوانا، Sindebele). البادئات في حالات قليلة وتستخدم للتمييز بين اللغات مع نفس الجذر باسمهم، مثل تشيلوبا وKiluba (لوبا على حد سواء)، ويومبوندو كيمبوندو (سواء Mbundu). والعارية (prefixless) شكل عادة لا تحدث في اللغة نفسها، ولكن هو أساس بعبارة أخرى على أساس العرق. لذلك، في بلد بوتسوانا الشعب هي Batswana، شخص واحد هو Motswana، واللغة هي سيتسوانا، وفي أوغندا، وتركزت على مملكة بوغندا، والعرق هي المهيمنة باغندا (sg. Muganda)، لغته واستمعي.
لغة مشتركة
- لغة سواحلية (350,000 ؛ عشرات الملايين كما L2)
- أنغولا

يومبوندو (4000000)
كيمبوندو (3000000)
اوفامبو (500,000)
وفالي (500,000)
تشوكوي (500,000)
- بوتسوانا

التسوانية (سيتسوانا) (1000000)
كالانغا (150,000)
- بوروندي

روندي (الكيروندية) (5000000)
- الكاميرون

خارطة توضح توزيع العائلات اللغوية بإفريقي

بيتي (1700000 : 900,000 بولو، Ewondo 600000، 120000 فانغ، 60000 مدرسة إيتون، Bebele 30,000)
Basaa (230,000)
- جمهورية أفريقيا الوسطى

Mbati (60,000)
- جمهورية الكونغو الديمقراطية (الكونغو كنشاسا)

لينغالا (2000000 ؛ 7000000 مع المتكلمين L2)
تشيلوبا (6500000)
كيتوبا (4500000)، والكريول البانتو
كونغو (كيكونغو) (3500000)
- غينيا الاستوائية

بيتي (فانغ) (300,000)
- كينيا

جيكويو (7000000)
لوهيا(5400000)
كامبا (4000000)
كيميرو (2700000)
غوسي (2000000)
- ليسوتو

السوتو (1800000)
زولو (300,000)
- ملاوي

لغة الشيشيوا (نيانجا) (7000000)
تومبوكا (1000000)
ياو (1000000)
- موزامبيق

ماكوا(3000000 ؛ 5500000 جميع Makua)
تسونجا (Xitsonga) (1700000)
- ناميبيا

اوفامبو (لغة أوشيوانبو) (800,000، بما في. Kwanyama، ندونغو، Kwambi)
هيريرو (200,000)
- جنوب أفريقيا

لغة زولو (خوزا) (10,000,000)
زوسا (isiXhosa) (8000000)
السوتو (سيسوتو) (4000000)
بيدي (Sepedi) (4000000)
التسوانية (سيتسوانا) (3500000)
تسونجا (Xitsonga) (2000000)
سوازيلاند (سوازي) (1000000)
فندا (Tshivenda) (1000000)